# Bartramia (vogel)
Bartramia is een geslacht van vogels uit de familie strandlopers en snippen (Scolopacidae). Het geslacht telt één soort:
- Bartramia longicauda – Bartrams ruiter

Ook is Bartramia een geslacht van mossen.